# ニュージーランド自治領

ニュージーランド自治領
Dominion of New Zealand (英語)
Aotearoa (マオリ語)

国歌: God Defend New Zealand（英語）
Aotearoa（マオリ語）
神よニュージーランドを守り給え（アオテアロア）
God Save the Queen（英語）
神よ女王を護り賜え

ニュージーランドの位置

ニュージーランド自治領（ニュージーランドじちりょう）は、かつて存在した立憲君主制のイギリスの自治領（ドミニオン）である。首都はウェリントン。最大の都市はオークランド。1947年のウェストミンスター法受諾により、イギリス議会から独立した独自の立法機能取得により、完全に独立した。
ニュージーランドは1841年に独立した英国直轄植民地になり、1852年の憲法制定により責任ある政府を持つようになった。ニュージーランドはオーストラリア連邦に参加しないことを選択し、1907年9月26日のドミニオンデーにエドワード7世の宣言により1907年9月26日のニュージーランド自治領になった。自治領の地位は半世紀にわたって責任ある政府によって発展してきた政治的独立を公に示すものであった。
1907年には100万人弱がニュージーランドに住み、オークランドやウェリントンなどの都市は急速に発展していった。ニュージーランド自治領は、イギリス政府が外交政策を行うことを認め、イギリスに続いて第一次世界大戦に参戦した。1923年と1926年の帝国会議では、ニュージーランドが独自の政治条約を交渉することを許可されるべきだと決定し、1928年には最初の通商条約が日本と批准された。1939年に第二次世界大戦が勃発したとき、ニュージーランド政府は独自の判断で参戦した。
戦後、ドミニオンという言葉は使われなくなった。対外的な主権は1931年にウェストミンスター憲章で認められ、1947年にニュージーランド議会によって採択された。1907年の王室による自治領地位の宣言は取り消されることはなく、今日も効力を持っている。

## 自治領の統治

### 議論
大英帝国の自治植民地の首相たちが、自治領とそうでない植民地と区別するために新しい用語が必要であると感じていたことをきっかけに地位の変更が起きる。1907年の議会で、「ドミニオン」（カナダのような）または「コモンウェルス」（オーストラリアのような）と呼ばれていない自治植民地は、「帝国の州」のような何らかの呼称で指定するべきだと主張された。語彙に関する多くの議論の後、「ドミニオン」という用語が決定された。
1907年の会議の後、ニュージーランド下院は、ニュージーランドの呼称をニュージーランド植民地からニュージーランド連邦に変更するために、エドワード7世が「必要と思われる措置をとる」ことを求める動議を謹んで可決した 。
ドミニオンという呼称の採用は、「ニュージーランドの地位を向上させる」とサー・ジョセフ・ウォード首相は述べ、「...国に利益をもたらす以外の効果はない」とした。ウォードはまた、地域帝国としての野心も抱いていた。彼は、新しい呼称が、ニュージーランドがオーストラリアの一部ではないことを世界に認識させることを望んでいた。彼はニュージーランドを「南太平洋の政府の中心地」と考え、その威厳を高めようとした。
ドミニオンの地位は、熱烈な帝国主義者である野党党首のビル・マッセーによって強く反対された。

### ドミニオンの宣言
1907年9月9日、ニュージーランドに「ドミニオン」の地位を与える勅令が発布された。9月26日、サー・ジョセフ・ウォード首相が議会の階段で公布文を読み上げた。
エドワードR.＆I。我らがニュージーランド植民地の立法評議会および下院の議員の請願により、同植民地の呼称としてニュージーランド植民地の呼称に代えてニュージーランド領の呼称を用いることを決定した。したがって、われわれは、枢密院の助言により、この勅令を発布することが相応しいと考えた。1907年9月26日以降、ニュージーランドの前述の植民地とそれに属する領土は、ニュージーランド自治領の称号によって呼ばれ、知られるものとする。そして、私たちはここに、それに応じてすべての公的部門に対して私たちの命令を与える。そして我らの治世の7年目のこの9月9日に、バッキンガム宮殿の宮廷で授けられた。神よ国王をお救い下さい。
- プランケットがニュージーランドをドミニオンと宣言。
- ニュージーランド官報は、王室の勅令を発表した。

### 効果と受信

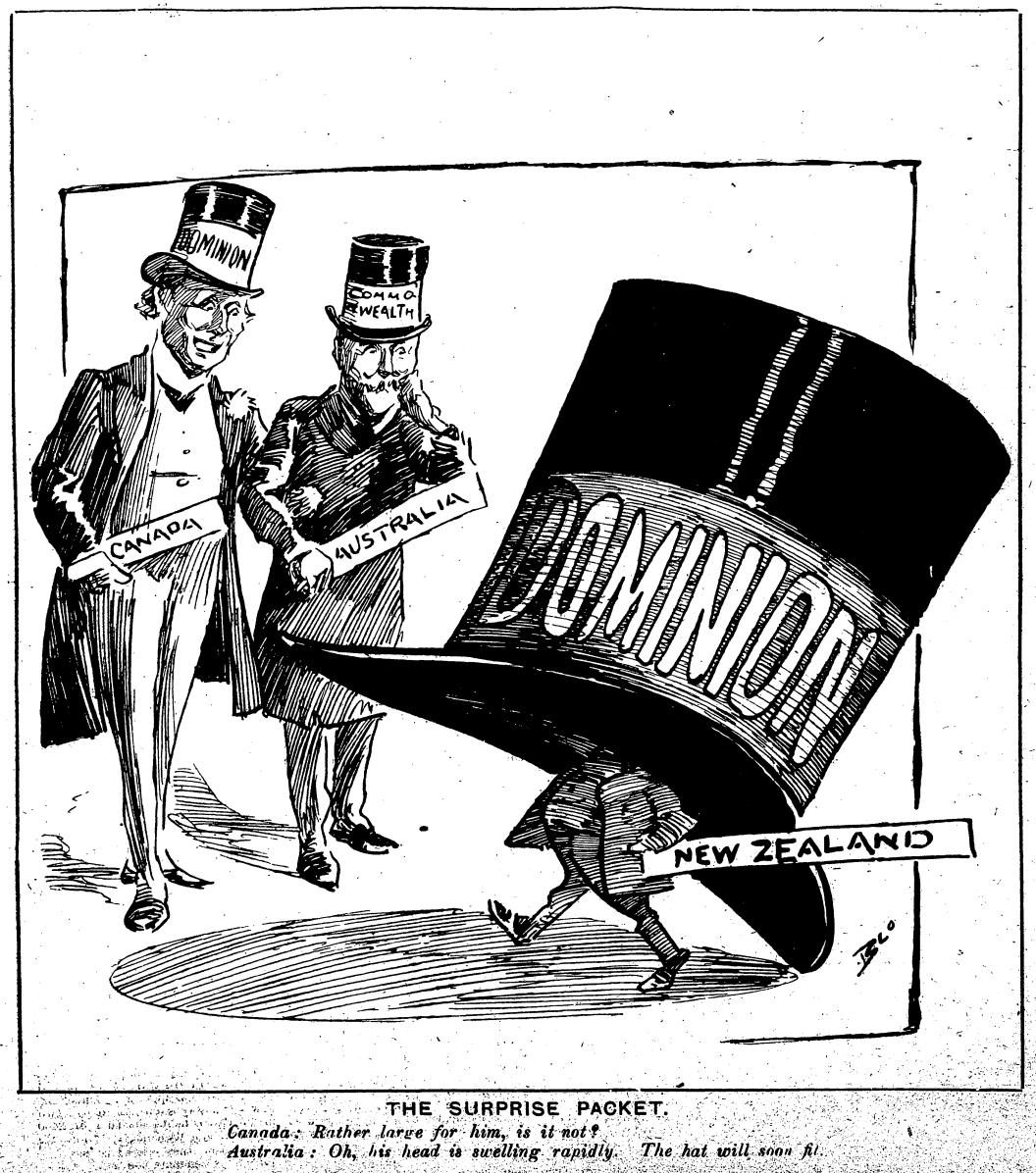
ニュージーランドオブザーバー（1907）は、ジョセフウォード首相を、巨大な「ドミニオン」シルクハットの下にある大げさな小人として示している。キャプションは次のとおりである。サプライズパケット：
カナダ：「彼にとってはかなり大きいですね。」
オーストラリア：「彼の頭は急速に腫れています。帽子はすぐにフィットします。」

ドミニオンの地位を獲得すると、植民地の財務大臣が財務大臣になり、植民地大臣の事務所は内務省に改名された。9月10日の布告では、衆議院議員も「M.P.」に指定された。（国会議員）。 以前は「M.H.R.」と呼ばれていた（衆議院議員）。
ニュージーランドの地位の変化を確認するために特許証が発行され、「ニュージーランド自治領内外に知事と最高司令官がいる」と宣言された。自治領の地位により、ニュージーランド政府と協議して任命された州知事が代表する英国君主を国家元首として維持しながら、ニュージーランドは事実上独立することができた。防衛、憲法改正、および（部分的に）外交に対する統制は、英国政府に残っていた。
ジョセフ・ワードは、ニュージーランド人は新しい称号に「大いに満足する」だろうと考えていた。自治領の地位は、一般大衆からの限られた熱意または無関心で受け取られた。彼らは実際的な違いを見分けることができなかった。自治領の地位はニュージーランドの自治への移行を象徴していたが、この変化は1850年代に最初の責任政府によって実質的に達成された。

歴史家のキース・シンクレアは後に次のように述べている。
…要求がなかったタイトルの変更は、ほとんど公益を生み出しませんでした。 それは主にワードの個人的なショーと見なされていました…それは単なる化粧品でした
2001年のスピーチで、ニュージーランドの第18代総督であるシルヴィア・カートライトは次のように述べている。
この出来事は比較的前例のないものでした。 それはほとんどコメントを集めませんでした。 これは、特にこの時点から、憲法上のランドマークとして表示される可能性のあるものを、その文脈で見る必要があることを示しています。 そのため、1907年に新しい特許状と王室訓令が発行され、陛下の喜びのために特定のクラスの法案を予約する要件は省略されましたが、ニュージーランドは確かに独立を意図した若い国の活力で自治領を受け入れませんでした
国旗は、ユニオンフラッグと同じままだった。1911年まで、ニュージーランドはすべての公式文書と公共の建物に英国の国章を使用していたが、その新しい地位に続いて、ニュージーランドの新しい紋章が設計された。1911年8月26日に御用達を授与する王室御用達が発行され、1912年1月11日にニュージーランド官報に掲載された。
1917年に、（他の自治領と同様に）総督を「総督（Governor-general）」として再指定する特許証が再び発行された。副総督の称号の変更は、ニュージーランドの自治的地位をより完全に反映することを目的としていた。1917年の特許証は、「ニュージーランド自治領内外の総督および最高司令官」を構成していた。
新しい地位にもかかわらず、1919年にビル・マッセイ首相がベルサイユ条約に署名したとき（ニュージーランドに国際連盟のメンバーシップを与える）、いくらかの懸念があった。この行為はニュージーランドの外交史におけるターニングポイントであり、ドミニオンがその外交をある程度支配していたことを示している。マッセイ自身はそれを象徴的な行為とは見なしておらず、ニュージーランドが帝国内での差別的な役割を維持することを望んでいた。

## ドミニオンデー
ドミニオンスの地位の付与を記念して、9月26日はドミニオンデーと宣言された。最初のドミニオンデーは1907年9月25日に祝われ、ある政治家はそれがニュージーランドの独立記念日として記憶されると述べた。
現在では、サウスカンタベリーの州記念日の祝日としてのみ守られている。現在のニュージーランドの建国記念日であるワイタンギデーを改称する代わりに、代替のニュージーランド・デーとしてこの日を復活させることを支持する向きもある。

## 領土拡大
以前はイギリスの主権下にあった南極大陸のロス海域は、ニュージーランドによって、1923年8月16日にニュージーランド自治領の一部となったと見なされている。その現代的な主張の合法性は疑問視されているが、それでもニュージーランドの立場である。
クック諸島とニウエはそれぞれ、ドミニオン宣言された日にニュージーランド自治領の一部を形成していた。どちらも1901年6月11日にニュージーランドの植民地の一部になった。西サモアはニュージーランドの一部ではなく、代わりに国際連盟の委任統治とその後の国連信託統治理事会の対象となっていた。1982年、枢密院司法委員会は、ニュージーランドの管理下（つまり、1962年以前）に生まれたサモア人がニュージーランドの市民権を主張することを許可した。

## 使用されていないドミニオン
第二次世界大戦後、独自に「ニュージーランド」として国連に加わった。1年後の1946年、ピーター・フレイザー首相は政府部門にドミニオンという用語を使用しないように指示した。
ニュージーランドの主権の最初の印の1つは、1953年の王立称号法による君主の称号の変更だった。君主のニュージーランドの正式な称号は、ニュージーランドをイギリスや他のドミニオン（現在は英連邦と呼ばれる）と区別して記載するようになった。：
第二のエリザベス、イギリス、ニュージーランド、その他の領土と領土の神の恵みによる、連邦の長、信仰の擁護者。—Royal Titles Act 1953 (NZ), s 2; Royal Titles Proclamation (1953) II New Zealand Gazette 851